# 香通寺

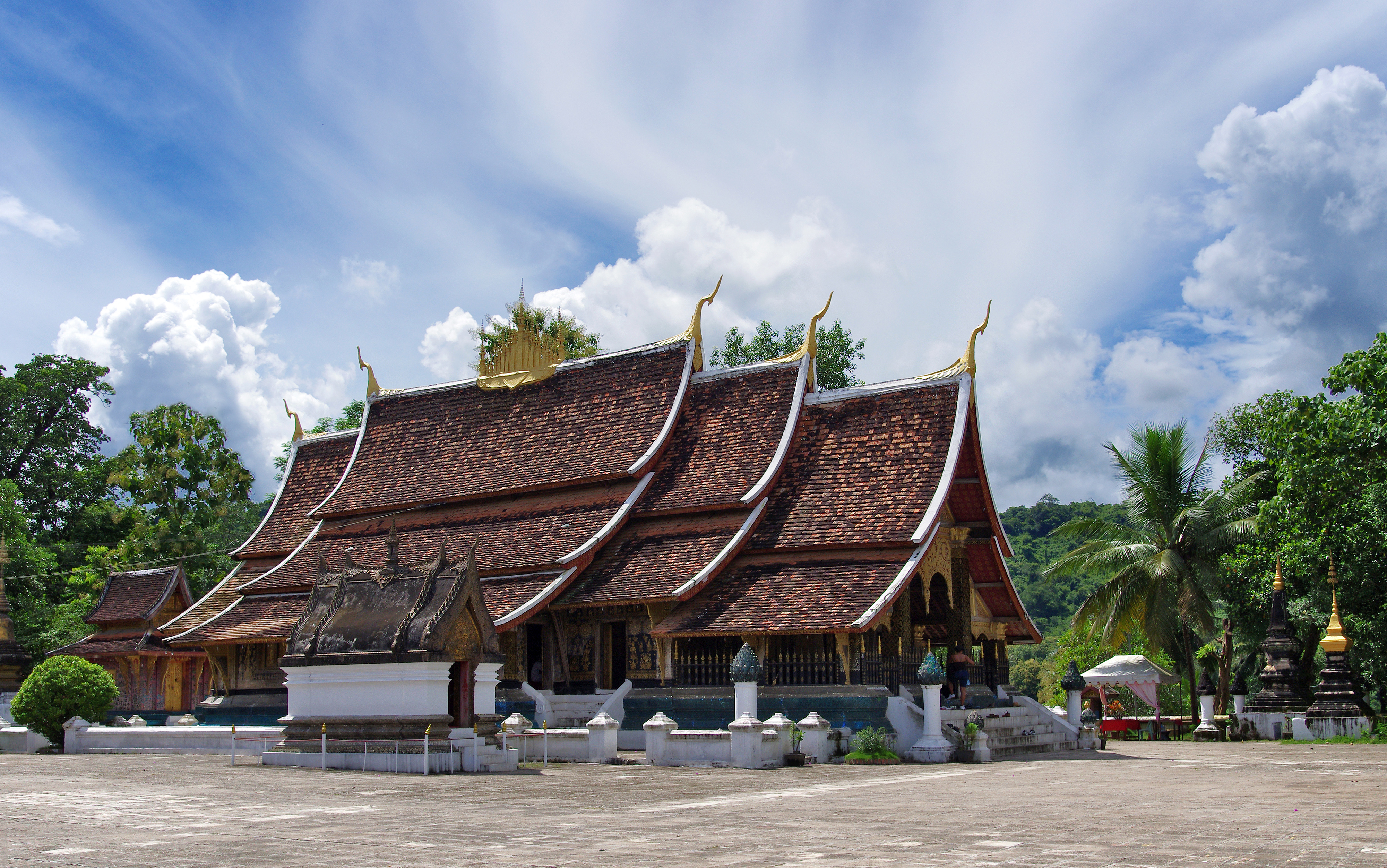
香通寺

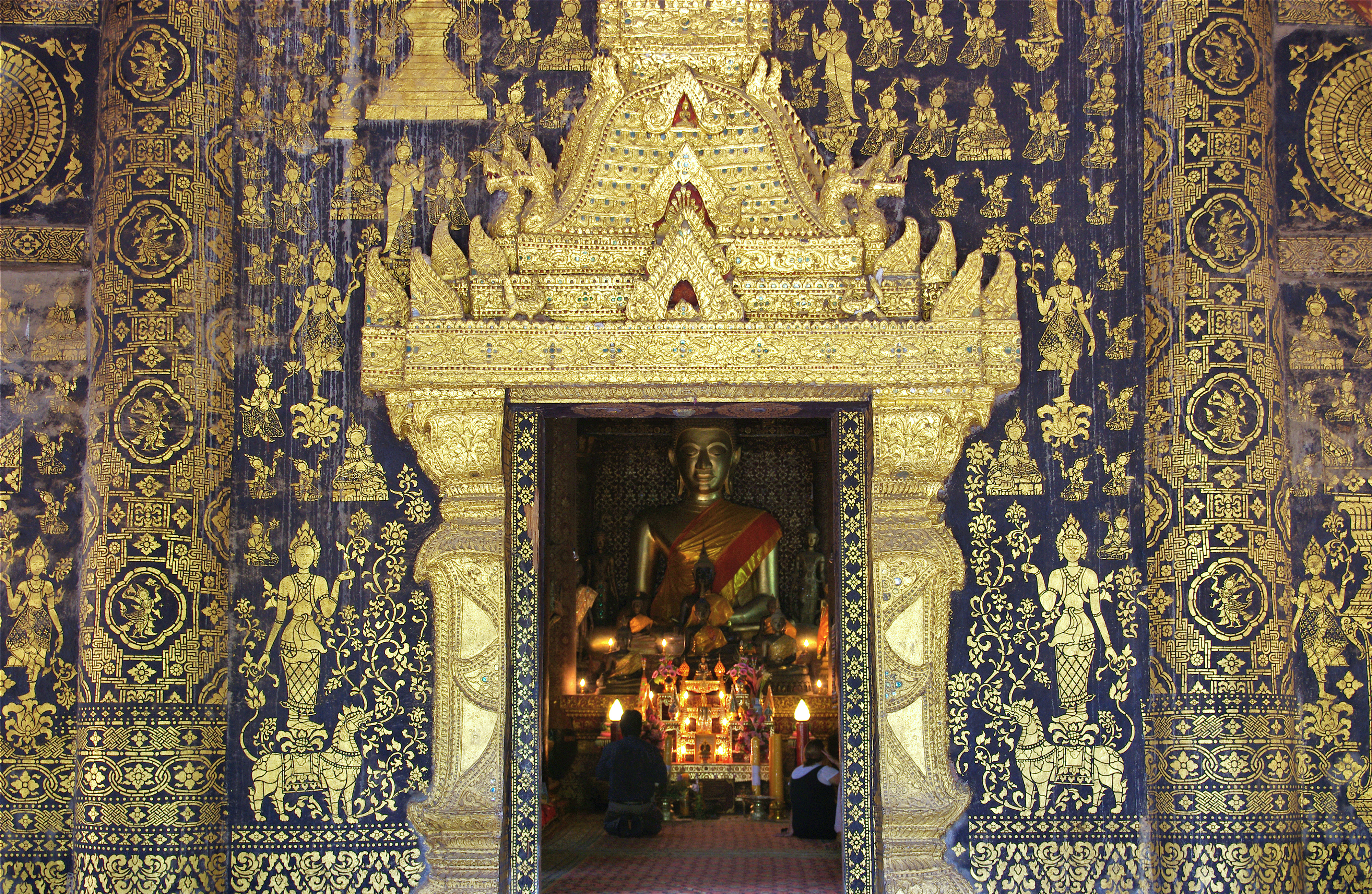
香通寺的金色門廊

香通寺（羅馬化：Wat Xieng Thong，义爲金城寺），是老撾琅勃拉邦一座上座部佛教寺院，也是老撾最重要的寺院之一，在老挝人民革命党建政前一直是王室寺院。現在仍然是国内佛教、王室和傳統藝術精神的极具标志性的建筑物。

## 歷史
香通寺建於1559年—1560年瀾滄王國塞塔提臘王時代，位置是在湄公河與南康河交滙處，直到1976年也是老撾王家寺院和加冕埸所。
香通寺被認為是典型老撾藝術和工藝的代表，金水漏印雕花木門描繪佛陀的一生的場景。外壁上描繪老撾的傳說和用馬賽克裝飾的生命之樹。
在1880年代，該寺加入大藏經庫，然後在1961加入鼓樓。
越南莱州的白泰土酋刁文持也曾在此地學習。

## 註释参考
1. ↑  瑯勃拉邦遊之一：博物館、香通寺、夜市 （页面存档备份，存于），夏曙芳，华府新闻日报